# Paramesambria
Paramesambria is een geslacht van rechtvleugeligen uit de familie veldsprinkhanen (Acrididae). De wetenschappelijke naam van dit geslacht is voor het eerst geldig gepubliceerd in 1957 door Willemse.

## Soorten
Het geslacht Paramesambria  is monotypisch en omvat slechts de volgende soort:
- Paramesambria flavomaculata (Willemse, 1957)